# Квинт Марций Сцила
Квинт Марций Сцила (на латински: Quintus Marcius Scilla) е политик на Римската република през 2 век пр.н.е. Произлиза от плебейската фамилия Марции, клон Сцила.
През 172 пр.н.е. той е народен трибун заедно с Марк Лукреций и Марк Марций Сермон. Тази година консули са Гай Попилий Ленат заедно с Публий Елий Лиг. Двамата са първата двойка плебейски консули.
Той предлага с колегата си Марк Марций Сермон допитване (rogatio), наричано Marcia de Liguribus, заради големите целогодишни дебати в Сената, заради жестокостта на миналогодишния консул Марк Попилий Ленат в Лигурия към племето сателати, което той продал в робство.